# 카페게이트
카페게이트는 대한민국의 음식을 제조하는 회사이다. 2010년에 설립된 기업이다.

## 설명
카페게이트는 주로 커피나 음료수를 파는 카페나 음식점을 운영하는 회사이다. 2010년에 설립된 기업이지만 본격적인 기업 활동은 2014년부터 시작하였으며 울산광역시에서 시작한 기업은 경기도 고양시를 기점으로 수도권에도 매장을 운영하게 되었다. 이후엔 대구광역시, 부산광역시, 강원도의 원주시 등의 비수도권 지방에서도 매장을 운영하기 시작했으며 210호의 매장까지 운영하고 있다. 카페게이트에서 주로 파는 음식은 커피나 음료수, 디저트를 주로 판매하고 있다.

## 같이 보기
- 기업
- 음식점